# Pollen

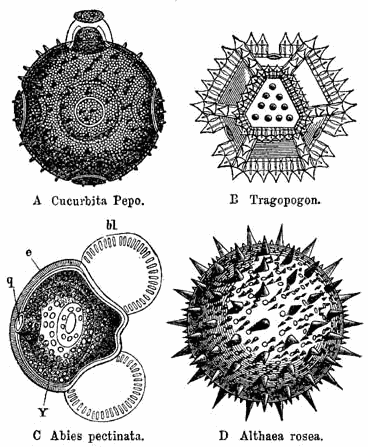
Teckning av olika pollen

Pollen  eller frömjöl är blomväxters och barrträds ena befruktningsorgan. För att pollinering ska kunna ske måste pollenkornen, som innehåller fröväxternas hanliga könsceller, ta sig från en växt till en annan, så kallad korspollinering. Alternativt kan pollinering också ske genom att pollen från samma växt befruktar sig själv, så kallad självpollinering. 
All sorts pollinering är beroende av att pollen skall nå märket på blomväxternas pistill eller de nakenfröiga växternas fröanlag. Hos blomväxterna kan detta ske med hjälp av insekter, genom att pollen sprids med vind, vatten eller vibrationer. När pollenkornen nått märket, växer pollenslangen ut och växer ner genom märket till äggen. Ett moget pollenkorn är den hanliga gametofyten och producerar gameter, alltså könsceller. Nakenfröiga växterna är, med några undantag, vindpollinerade. 
Pollen är en livsnödvändig kost för insektsgruppen bin (Apoidae). Ett överskott av pollen fastnar på de olika insekter som besöker blommorna för att samla in pollen, pollen som de senare sprider vidare då de besöker andra blommor. Läran om pollen kallas palynologi.
Pollenkornens diameter är av storleksordningen 0,03 millimeter. Vindpollinerade växter brukar producera mer pollen än insektspollinerade arter.
Under vår och sommar är pollen ett vanligt allergen och kan därmed orsaka pollenallergi.
Fossila pollen används bland annat till datering av sediment och bergarter, samt för att studera miljö- och klimatförändringar som har skett under jordens historia. Se vidare Pollenanalys.

## Galleri

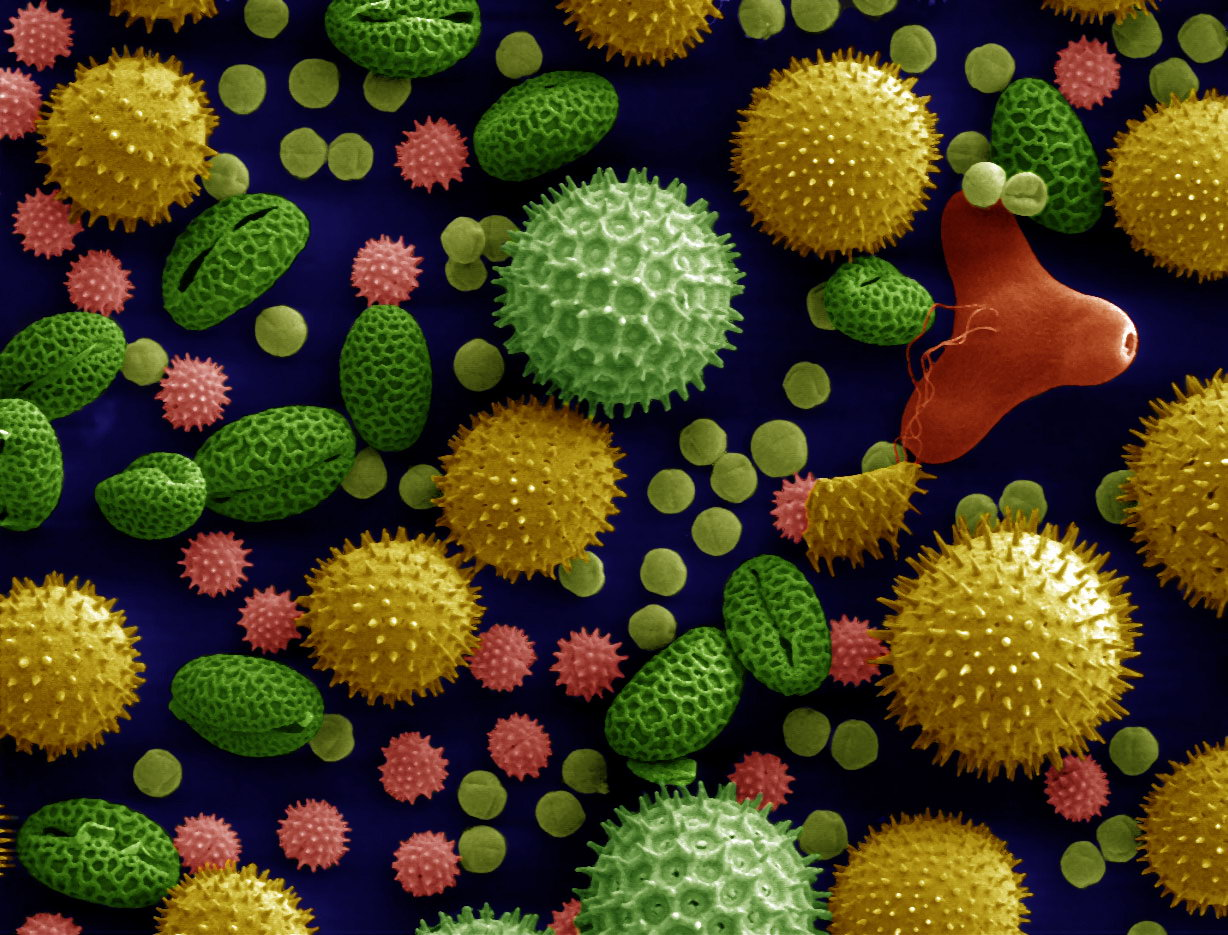
Pollen från olika växter
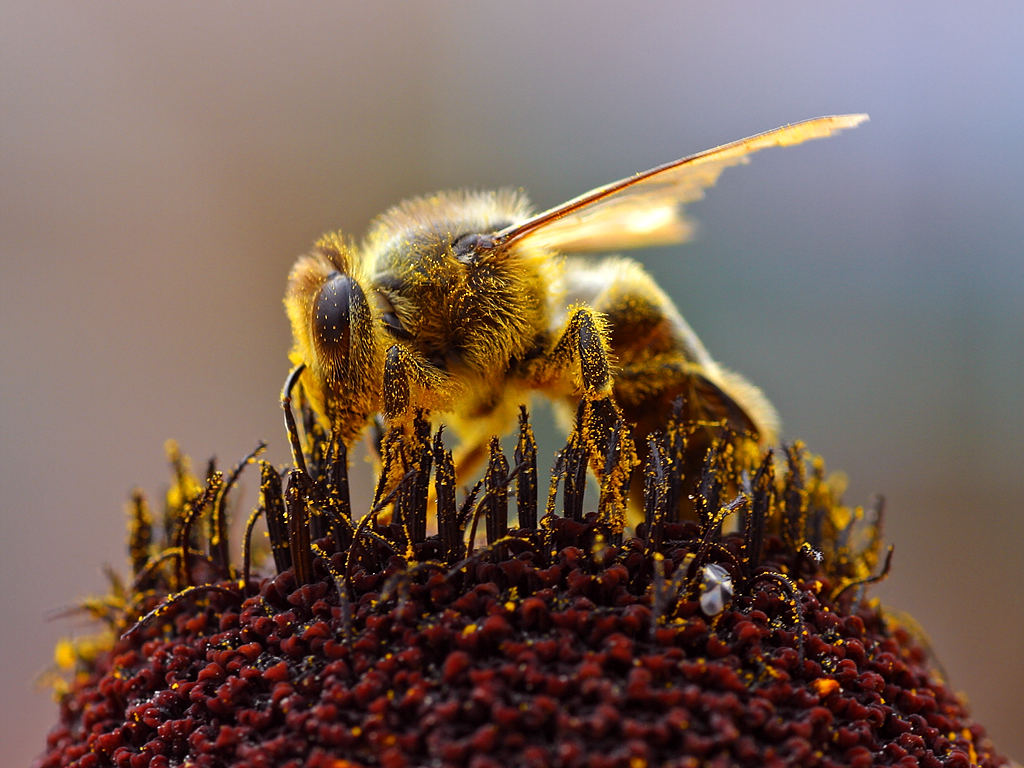
Ett bi som samlar pollen
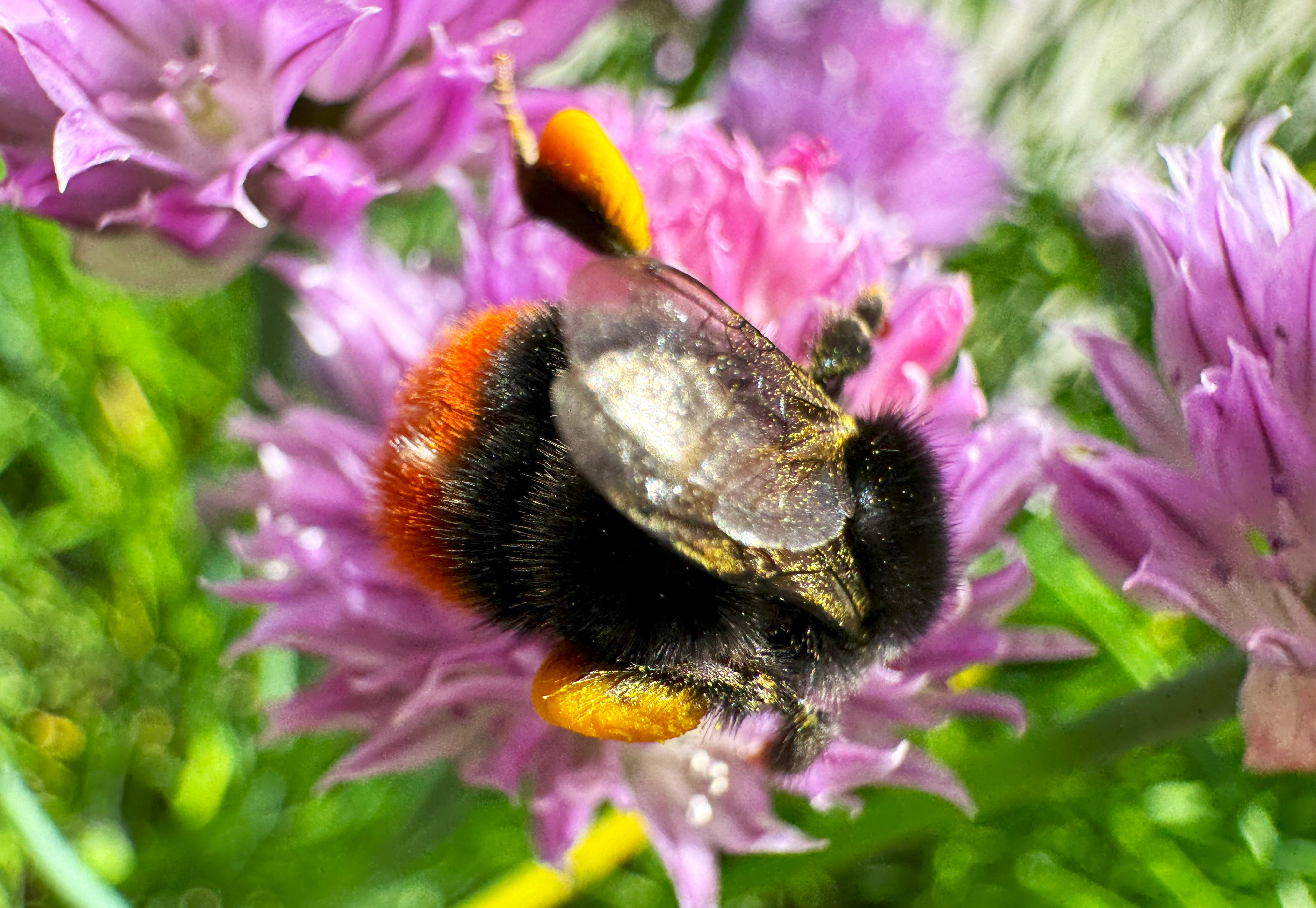
En stenhumla med fyllda pollenkorgar
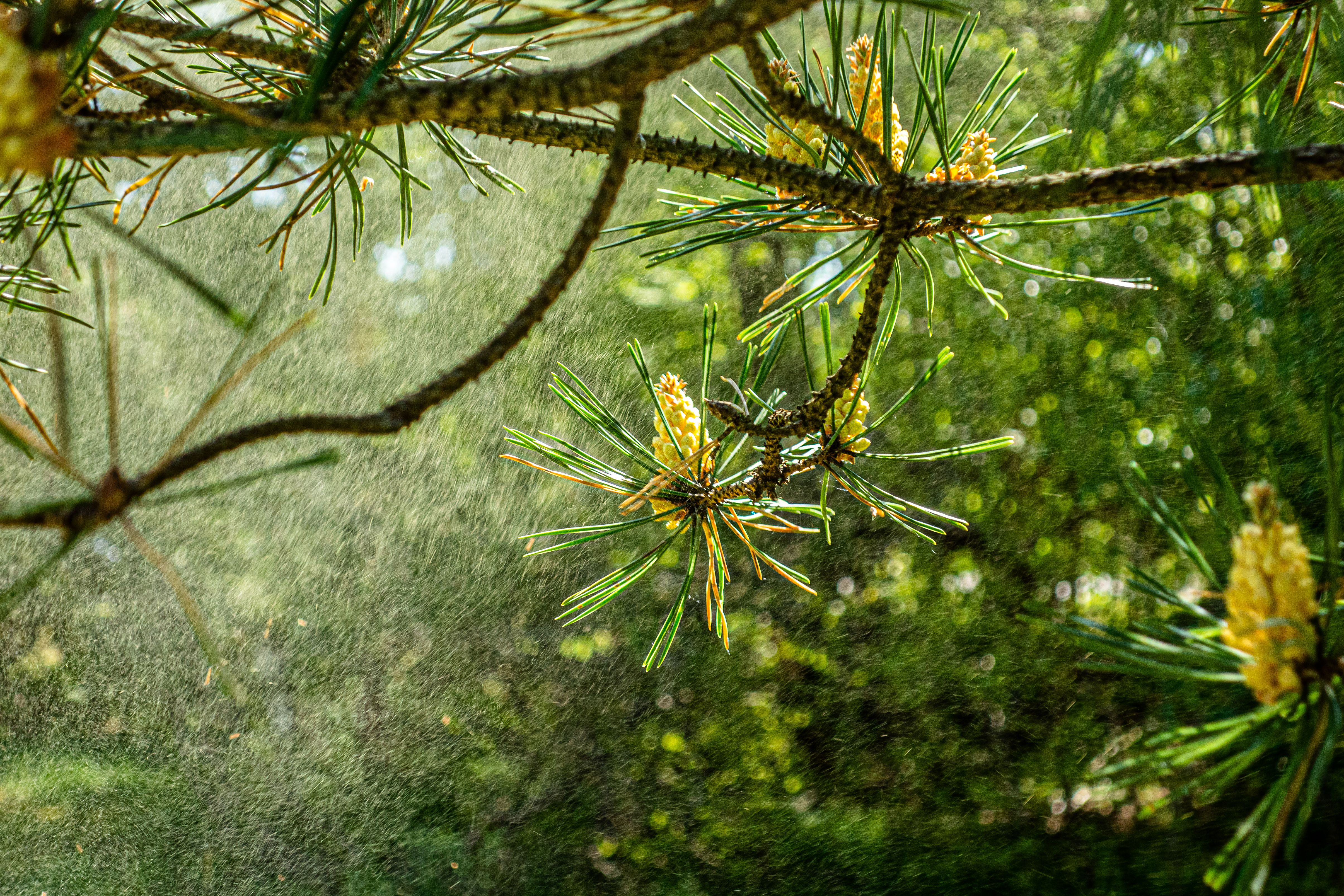
En blommande tall släpper ut pollen i vinden